# Sovjetska nogometna reprezentacija

## Uspjesi
Europska prvenstva: pobjednici 1960. godine
Olimpijske igre: 
- zlatno odličje na OI 1956. u Melbourneu
- zlatno odličje na OI 1988. u Seulu

- brončano odličje na OI 1972. u Münchenu
- brončano odličje na OI 1976. u Montrealu
- brončano odličje na OI 1980. u Moskvi

Svjetska prvenstva: 4. mjesto 1966.

## Poznati igrači
- Igor Belanov
- Oleg Blohin - najviše nastupa, 112
- Aleksandr Zavarov
- Rinat Dasajev
- Valentin Ivanov (sin mu je nogometni sudac)
- Lav Jašin
- Genadij Litovčenko
- Oleg Protasov
- Ramaz Šengelia

### Poznati treneri
- Valerij Lobanovski

## Najbolji strijelci
- Oleg Blohin - 42 pogotka

## Vanjske poveznice
- RSSSF-ova pismohrana rezultata 1912.-
- RSSSF-ova pismohrana - igrači s najviše nastupa i najbolji strijelci
- Rusija i SSSR  Arhivirana inačica izvorne stranice od 13. ožujka 2007. (Wayback Machine)
- Rusija i SSSR  Arhivirana inačica izvorne stranice od 26. travnja 2011. (Wayback Machine), ruska stranica